# بطحيش الصحراء
بطحيش الصحراء (الاسم العلمي: Cyprinodon macularius) هو سمك اكتشفه كل من Baird و Gizard عام 1853. يوجد في نهر كولورادو في أمريكا الشمالية الذي ينحدر من شمال المكسيك إلى شمال ولاية كاليفورنيا وأريزونا ونيفادا، تعيش الأسماك في المستنقعات، والبحيرات والينابيع. أقصى حجم تصله الإناث 6.5 سم، بينما الذكور إلى 7.5 سم. يحتاج درجة حرارة من 25 - 35 مئوية، ودرجة حموضة من 7.5 - 8.0. يتحمل السمك درجات الحرارة العالية، وتعتبر عموما موسمية، فهو يعيش لعدة شهور في مياه قليلة في الصحراء، التي سرعان ما تجف بسبب الشمس. لا يفضل بطحيش الصحراء العيش مع نفس فصيلتها في الحوض، يكون للذكر لون أزرق متقزح عند التزاوج، وحجم الذكر أكبر من الأنثى.